# Bjärsjön, Småland
Bjärsjön är en sjö i Ljungby kommun i Småland och ingår i Lagans huvudavrinningsområde.